# Estação Alatau
Alatau (em cazaque:  Алатау) é uma das estações terminais da linha Primeira do metropolitano de Almati, no Cazaquistão.